# Ослон, Александр Анатольевич
Алекса́ндр Анато́льевич Осло́н (род. 19 марта 1952, Златоуст, Челябинская область) — советский и российский социолог. Один из основателей и президент Фонда «Общественное мнение» (1992—н. в.). Кандидат технических наук.

## Образование
Родился 19 марта 1952 года в городе Златоуст Челябинской области в семье инженеров-электриков. Родители родом из Украины, окончили Московский энергетический институт в 1950-х годах, в середине 1990-х уехали в Израиль.
Среднее образование получил в Перми и Туле, куда переезжала его семья. В 1969 году окончил среднюю школу № 17 Тулы, в 1974 году — Тульский политехнический институт, факультет «Техническая кибернетика», специальность «Автоматика и телемеханика». Защитил диссертацию на тему «Разработка, исследование и применение алгоритмов построения интегральных показателей функционирования сложных систем» на соискание учёной степени кандидата технических наук в 1984 году в Институте проблем управления (Москва).

## От программирования — к социологии
С 1972 года занимался программированием на различных типах вычислительных машин, разработкой и программной реализацией математических методов анализа эмпирических данных. В 1974 году начал трудовую деятельность в проектном институте ГСКТБ АСУ. Проработав там 13 лет, прошёл путь от инженера до главного конструктора проекта.
Вёл научную работу. Основная сфера интересов — методы анализа данных и их приложение в таких областях, как экономика, социология, отраслевой анализ, автоматизированное проектирование и другие. По этой тематике опубликовал около 30 научных работ.
В начале 1988 года получил приглашение переехать в Москву для работы в только что образованном Всесоюзном центре изучения общественного мнения (ВЦИОМ) в качестве заведующего отделом компьютерной обработки данных. Принимал активное участие в становлении этой организации и в 1990 году был назначен на должность заместителя директора.

## Фонд «Общественное мнение»
Явился инициатором образования независимого Фонда «Общественное мнение», который в 1992 году отделился от ВЦИОМ и начал вести собственную исследовательскую деятельность. Со дня основания Фонда работает в должности генерального директора, а затем президента.
За это время Фонд «Общественное мнение» стал одной из ведущих в России социологических организаций, выполняющих большой объём заказных и собственных исследований с использованием широкого спектра методов опроса. В 1996 году Фонд «Общественное мнение» стал базовой социологической организацией избирательного штаба Б. Н. Ельцина на президентских выборах. Ослон входил тогда в состав известной Аналитической группы, которой руководили А. Б. Чубайс и В. В. Илюшин.
После выборов на базе Фонда «Общественное мнение» была развернута разносторонняя исследовательская работа по изучению мнения населения России с предоставлением результатов высшему руководству страны: Администрации Президента, Правительству, а также обществу на сайте в Интернете. В 1999—2000 входил в состав избирательного штаба В. В. Путина.
По оценке медиааналитика Василия Гатова, в 2000-х годах в качестве руководителя Фонда «Общественное мнение» сыграл ключевую роль в разработке эффективных инструментов для управления общественным мнением, взятых на вооружение высшим политическим руководством Российской Федерации.
Неоднократно выступал в российской и зарубежной печати с публикациями, освещающими результаты опросов населения и методические вопросы проведения социологических исследований.
С 2004 года преподаёт в Высшей школе экономики, заведует там базовой кафедрой Фонда «Общественное мнение» Факультета социологии (в 2014 году реорганизован в Департамент социологии Факультета социальных наук).
Является членом редакционных коллегий «Социологического журнала» и журнала «Отечественные записки».
Член Общественного совета при Министерстве обороны Российской Федерации.

## Награды
- Орден Дружбы (24 января 2018 года) — за активное участие в общественно-политической жизни российского общества[5].
- Медаль ордена «За заслуги перед Отечеством» II степени (23 апреля 2008 года) — за информационное обеспечение и активную общественную деятельность по развитию гражданского общества в Российской Федерации[6].
- Благодарность Президента Российской Федерации (9 июля 1996 года) — за активное участие в организации и проведении выборной кампании Президента Российской Федерации в 1996 году[7].

## Труды
Книги
- Авен П. О., Мучник И. Б., Ослон А. А. Функциональное шкалирование / Отв. ред. Б. А. Березовский. — М.: Наука, 1988. — 182 с. — ISBN 5-02-006597-8.
- Докторов Б. З., Ослон А. А., Петренко Е. С. Эпоха Ельцина: Мнения россиян. Социологические очерки. — М.: Фонд «Общественное мнение», 2002.
- Десять лет социологических наблюдений. — М., 2003 (редактор, соавтор).

Некоторые статьи
- Человек — «миноритарный акционер» своей картины мира // Отечественные записки. 2002. № 3.
- Мир теорий в эпоху «охвата» Архивная копия от 23 сентября 2013 на Wayback Machine // Отечественные записки. 2003, № 4.
- Апология умной толпы Архивная копия от 17 августа 2013 на Wayback Machine (Шутки над «коллективным разумом» вот-вот могут закончиться)// НГ-сценарии, 28.02.2012